# Justizvollzugsanstalt Marktredwitz
Die Justizvollzugsanstalt Marktredwitz (kurz JVA Marktredwitz) ist ein im Bau befindliches Gefängnis des Landes Bayern. Es wird im Ortsteil Lorenzreuth in der großen Kreisstadt Marktredwitz in Nordbayern liegen. Die geplanten Kosten für die Haftanstalt lagen bei Baubeginn bei rund 300 Millionen Euro (Stand 2023). Die JVA soll voraussichtlich 2027 bezugsfertig sein.

## Geschichte
Im Jahr 2015 kündigt der damalige bayerische Staatsminister der Finanzen, für Landesentwicklung und Heimat Markus Söder den Bau der JVA Marktredwitz an. Im August 2018 begannen die erste Erschließungsarbeiten. Im Mai 2022 wurden erste Planierarbeiten durchgeführt, der Baubeginn erfolgte im Juli 2023. Die Baukosten wurden 2021 von der Landesregierung mit 222 Mio. Euro angegeben, beim Spatenstich 2023 schon mit 300 Millionen Euro.

## Zuständigkeit
Es ist eine Unterbringung von Männern und Frauen geplant. Zudem sollen eine Mutter-Kind-Abteilung sowie eine geriatrische Abteilung errichtet werden. Insgesamt sollen 120 Haftplätze für Frauen den Bedarf in Nordbayern abdecken.